# Mistrzostwa Europy w Wioślarstwie 1963
53. Mistrzostwa Europy w Wioślarstwie (mężczyzn) odbyły się w dniach 14–18 sierpnia 1963 r. w duńskiej Kopenhadze (po raz 2. w historii). Zgodnie z programem mistrzostw rozegrano 7 konkurencji wioślarskich (wyłącznie dla mężczyzn). Zawodnicy rywalizowali na pobliskim jeziorze Bagsværd.
Organizację oddzielnych Mistrzostw Europy w Wioślarstwie Kobiet 1963 przejęła radziecka Moskwa.

## Medaliści
| Konkurencja                 | Złoto | Czas    | Srebro | Czas    | Brąz | Czas    | Źródło |
| --------------------------- | --- | ------- | --- | ------- | --- | ------- | ------ |
| M1x (jedynka)               | Václav Kozák | 7:11.84 | Rob Groen | 7:14.22 | Helmut Lebert | 7:19.47 | [ 1 ]  |
| M2x (dwójka podwójna)       | Czechosłowacja Vladimír Andrs · Pavel Hofmann | 6:43.54 | Stany Zjednoczone Seymour Cromwell · Donald Spero | 6:47.06 | ZSRR Oleg Tiurin · Boris Dubrowski | 6:52.78 | [ 2 ]  |
| M2- (dwójka bez sternika)   | Włochy Mario Petri · Paolo Mosetti | 6:53.22 | RFN Günther Zumkeller · Dieter Bender | 6:55.34 | Holandia Jim Enters · Herman Boelen | 6:57.50 | [ 3 ]  |
| M2+ (dwójka ze sternikiem)  | RFN Klaus-Günter Jordan · Wolfgang Neuß · Frank Steinhäuser (sternik) | 7:21.70 | Holandia Sipke Castelein · Sjoerd Wartena · E. de Voogd (sternik) | 7:30.08 | Rumunia Ionel Petrov · Gheorghe Riffelt · Oprea Păunescu (sternik) | 7:33.31 | [ 4 ]  |
| M4- (czwórka bez sternika)  | RFN Gerd Wolter · Klaus Bittner · Egon Böttcher · Christian Prey | 6:13.88 | Włochy Romano Sgheiz · Fulvio Balatti · Giovanni Zucchi · Luciano Sgheiz | 6:16.53 | Francja André Fevret · Roger Chatelain · Philippe Malivoire · Jean-Pierre Drivet                                                                                      | 6:17.97 | [ 5 ]  |
| M4+ (czwórka ze sternikiem) | RFN Peter Neusel · Bernhard Britting · Joachim Werner · Egbert Hirschfelder · Jürgen Oelke (sternik)                                                                            | 6:29.60 | Czechosłowacja Karel Karafiát · René Líbal · Jaroslav Starosta · Jan Štefan · Ivan Papírník (sternik)                                                                                     | 6:33.81 | ZSRR Eugenijus Levickas · Romas Levickas · Celestinas Jucys · Povilas Liutkaitis · Igor Rudakow (sternik)                                                             | 6:37.92 | [ 6 ]  |
| M8+ (ósemka)                | RFN Bernd Kruse · Ingo Kliefoth · Karl-Heinrich von Groddeck · Hans-Jürgen Wallbrecht · Klaus Behrens · Klaus Aeffke · Jürgen Plagemann · Horst Meyer · Thomas Ahrens (sternik) | 6:04.19 | ZSRR Juozas Jagelavičius · Vytautas Briedis · Petras Karla · Wołodymyr Sterlik · Jurij Suslin · Zigmas Jukna · Antanas Bagdonavičius · Ričardas Vaitkevičius · Jurij Łoriencson (sternik) | 6:07.98 | Czechosłowacja Oldřich Tikal · Bohumil Janoušek · Jiří Lundák · Jan Mrvík · Otakar Mareček · Richard Nový · Josef Věntus · Luděk Pojezný · Miroslav Koníček (sternik) | 6:13.94 | [ 7 ]  |

## Klasyfikacja medalowa
| Miejsce | Reprezentacja     | Złoto | Srebro | Brąz | Razem |
| ------- | ----------------- | ----- | ------ | ---- | ----- |
| 1.      | RFN               | 4     | 1      | 1    | 6     |
| 2.      | Czechosłowacja    | 2     | 1      | 1    | 4     |
| 3.      | Włochy            | 1     | 1      | 0    | 2     |
| 4.      | Holandia          | 0     | 2      | 1    | 3     |
| 5.      | ZSRR              | 0     | 1      | 2    | 3     |
| 6.      | Stany Zjednoczone | 0     | 1      | 0    | 1     |
| 7.      | Francja           | 0     | 0      | 1    | 1     |
| 7.      | Rumunia           | 0     | 0      | 1    | 1     |
| Razem   | Razem             | 7     | 7      | 7    | 21    |